# 小行星2424
小行星2424（2424 Tautenburg）是一颗围绕太阳公转的小行星。1973年10月27日，佛蒙特·伯根、卡斯滕·基爾施（Karsten Kirsch）在陶腾堡发现了此天体。
該小行星以德國的城市陶滕堡命名。
这颗小行星的绝对星等为93.07447等。